# Mazzarrone
Mazzarrone – miejscowość i gmina we Włoszech, w regionie Sycylia, w prowincji Katania.
Według danych na rok 2004 gminę zamieszkiwało 3688 osób, 111,8 os./km².